# (5413) Smyslov
(5413) Smyslov ist ein Asteroid des äußeren Hauptgürtels, der von dem sowjetischen Astronomen Nikolai Tschernych am 13. März 1977 am Krim-Observatorium in Nautschnyj (IAU-Code 095) entdeckt wurde. Eine unbestätigte Sichtung des Asteroiden hatte es am Krim-Observatorium in Nautschnyj schon unter der vorläufigen Bezeichnung 1971 BF4 am 28. Januar 1971 gegeben.
Der mittlere Durchmesser des Asteroiden wurde mit 17,572 (±0,306) km berechnet, die Albedo mit 0,059 (±0,003).
Der Asteroid gehört zur Themis-Familie, einer Gruppe von Asteroiden, die nach (24) Themis benannt wurde. Die zeitlosen (nichtoskulierenden) Bahnelemente von (5413) Smyslov sind fast identisch mit denjenigen der beiden kleineren, wenn man von der Absoluten Helligkeit von 14,4 und 15,6 gegenüber 12,2 ausgeht, Asteroiden (18926) 1978 VW2 und (157707) 2006 AM51.
(5413) Smyslov wurde am 20. Juni 1997 nach dem russisch-sowjetischen Schachgroßmeister Wassili Smyslow (1921–2010) benannt, der von 1957 bis 1958 der siebte Schachweltmeister war. Smyslow war darüber hinaus ausgebildeter Opernsänger.